# بوشنوية مستدقة
بوشنوية مستدقة (الاسم العلمي:Buchenavia acuminata) هي نوع من النباتات يتبع جنس البوشنوية من الفصيلة القمبريطية.